# باد سن
باد سن (به آلمانی: Bad Essen) یک شهر در آلمان است که در اوسنابروک واقع شده‌است. باد سن ۱۵٬۸۰۷ نفر جمعیت دارد.

## خواهرخوانده
شهرهای واوچ و Bolbec خواهرخوانده‌های باد سن هستند.